# Brigitte Evanno
 (juillet 2020).
Si vous disposez d'ouvrages ou d'articles de référence ou si vous connaissez des sites web de qualité traitant du thème abordé ici, merci de compléter l'article en donnant les références utiles à sa vérifiabilité et en les liant à la section « Notes et références ».
Pour les articles homonymes, voir Evanno.
Brigitte Evanno, née le 17 août 1955, est une taekwondoïste française avec le grade de 4e dan.

## Biographie
Enregistrée avec l'identifiant no 1944P auprès de la Fédération française de taekwondo et disciplines associées (FFTDA). De 1981 à 1986, Brigitte Evanno est coachée par l'entraîneur de l'équipe de France, Maître Lee Moon-Ho.
Diplômée d'état, elle dispense des cours au « club du taekwondo fertois » de La Ferté-Bernard (Sarthe).
Elle possède neuf titres de championne de France, invaincue ainsi qu'en coupe et open de 1981 à 1989.

## Palmarès
- 1982 :  Médaille d'or dans la catégorie des moins de 57 kg aux 4e championnats d'Europe à Rome (Italie) ;
- 1984 :  Médaille de bronze dans la catégorie des moins de 56 kg aux 5e championnats d'Europe à Stuttgart (Allemagne) ;
- 1986 :  Médaille d'or dans la catégorie des moins de 60 kg à l’Open d'Allemagne à Munich (Allemagne) ;
- 1986 :  Médaille d'or dans la catégorie des moins de 60 kg aux 6e championnats d'Europe à Seefeld (Autriche) ;
- 1987 :  Médaille d'or dans la catégorie des moins de 60 kg à l’Open d'Allemagne à Schwabach (Allemagne) ;
- 1987 :  Médaille de bronze dans la catégorie des moins de 60 kg aux 8e championnats du monde à Barcelone (Espagne)[4] ;
- 1987 :  Médaille d'or dans la catégorie des moins de 60 kg à l’Open de Paris ;
- 1988 :  Médaille d'or dans la catégorie des moins de 60 kg à l’Open de Belgique à Liège (Belgique).